# 羽裂马蓝
羽裂马蓝（学名：Pteracanthus pinnatifidus）为爵床科马蓝属下的一个种。

## 扩展阅读
- 維基物種上的相關：羽裂马蓝